# Constance Stone
Constance Stone   (Hobart, 4 de desembre de 1856 - St Kilda, 29 de desembre de 1902) va ser la primera dona a practicar medicina a Austràlia. Va tenir un paper important a la fundació de l'Hospital Queen Victoria de Melbourne.

## Joventut i educació
Stone va néixer el 4 de desembre de 1856 a Hobart (Tasmània, Austràlia), filla de William i Betsy Stone. La família es va traslladar a Melbourne el 1872. El 1882, Stone va conèixer al reverend David Egryn Jones, que havia emigrat d'Anglaterra. Després de veure la pobresa de la seva parròquia, Jones va decidir estudiar medicina, i Constance va fer el mateix. Es va veure obligada a abandonar Austràlia per estudiar medicina, ja que la Universitat de Melbourne no admetria les dones al curs de medicina.
Es va graduar a la Women's Medical College de Pennsilvània (WMCP) i va obtenir el seu doctorat en medicina a la Universitat del Trinity College de Toronto el 1888. Jones la va seguir al Canadà per obtenir el seu doctorat.

## Carrera
Stone va anar a viure a Londres, on va treballar al New Hospital for Women i es va qualificar com a llicenciada a la Worshipful Society of Apothecaries el 1889. Va ser durant la seva estada al New Hospital quan es va inspirar en crear un hospital per a dones, dirigit per dones.
El 1890, després de tornar a Austràlia, es va convertir en la primera dona que es va inscriure a la Junta Mèdica de Victoria. La seva germana, Grace Clara Stone, la va seguir fent medicina. Clara havia estat autoritzada a estudiar a Austràlia i va ser una de les dues dones que es van graduar a la Universitat de Melbourne el 1891. Les germanes van entrar a la pràctica privada juntes i totes dues van treballar al dispensari de pacients externs del carrer La Trobe.
El 1895, es va convocà a la casa de Constance la primera reunió de la Victorian Medical Women's Society (Societat Victoriana de Dones Mèdiques), amb la seva germana Clara que presumia la presidència. El setembre del 1896, onze dones metgesses de Melbourne van decidir fundar l'Hospital Queen Victoria per a dones. L'hospital es va inaugurar oficialment el juliol de 1899.

## Mort i llegat
Stone es va casar amb el reverend David Egryn Jones el 1893. Va donar a llum a la seva filla, Constance Bronwen, el 1899.
El 1902, Stone va emmalaltir de tuberculosi i va morir el 29 de desembre, als 45 anys. El seu marit i la seva filla, que també va ser metgessa a Londres, van sobreviure.
Un carrer del Queen Victoria Village de Melbourne (conegut com a QV) rep el nom de Stone.